# شروع دوباره (ترانه)
«شروع دوباره» ترانه‌ای از هنرمند اهل ایالات متحده آمریکا بیانسه است. این ترانه از آلبوم ۴ (آلبوم بیانسه) می باشد و تهیه کنندگی کار بر عهده استر دین است.